# Display LCD cu iluminare LED

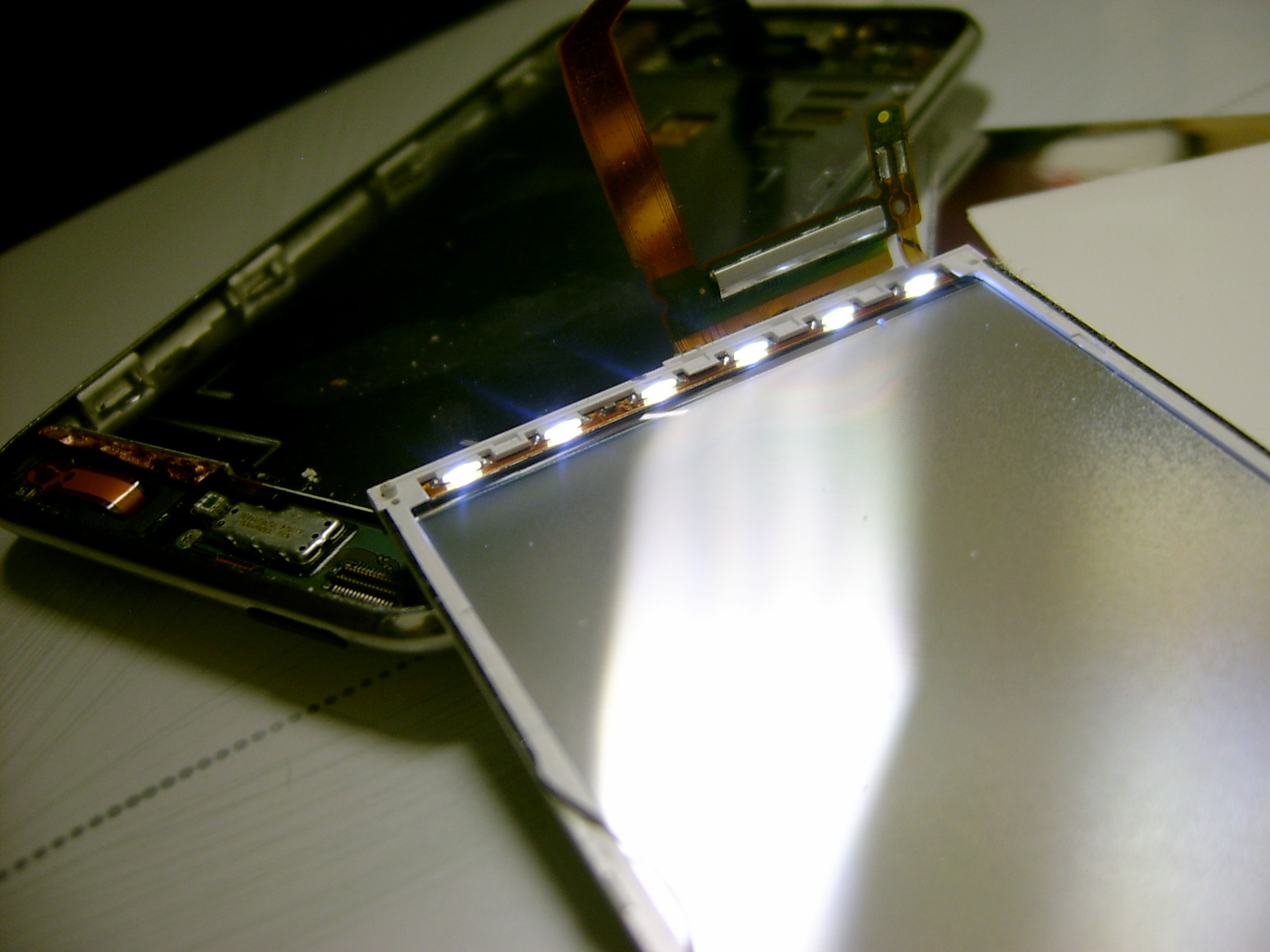
Un Apple iPod Touch dezasamblat pentru a arăta gama de LED-uri albe din marginea ecranului ce asigură iluminarea display-ului LCD

Un display LCD cu iluminare din spate LED, cunoscut și ca display LED LCD (în engleză: LED-backlit LCD) este un display cu cristale lichide care utilizează LED-uri pentru iluminarea din spate (backlight) în loc de tehnologia fluorescentă cu catod rece (CCFL) mai veche. Ecranele cu iluminare din spate LED utilizează aceleași tehnologii TFT LCD⁠(d) (afișaj cu cristale lichide cu tranzistor cu peliculă subțire) ca și LCD-urile cu iluminare din spate fluorescentă, dar oferă câteva avantaje față de acestea.
Deși nu este un afișaj LED (ce utilizează LED-urile cu rol de pixeli în sine), de multe ori televizoarele care utilizează o astfel de combinație de afișaj LCD iluminat de LED-uri sunt promovate ca fiind un „televizoare LED” de unii producători și furnizori.

## Avantaje
În comparație cu iluminarea de fundal CCFL (cu catod rece), iluminatul de fundal cu LED-uri are câteva beneficii:
- Gamă de culori mai largă (cu LED-uri RGB sau QDEF)[3][4] și zone de reglare a luminii mai largi;[5][6]
- Raport de contrast mai mare;
- Este foarte subțire (unele ecrane au mai puțin de 13mm cu panouri cu iluminare din margini);
- Este semnificativ mai ușoară și mai rece, având până la jumătate din masa totală a șasiului și a sistemului a unui CCFL comparabil;
- Consum de energie cu 20-30% mai mic în medie;
- Durată de viață mai lungă;
- Fiabilitate crescută.[7]

## Aranjamentele LED-urilor

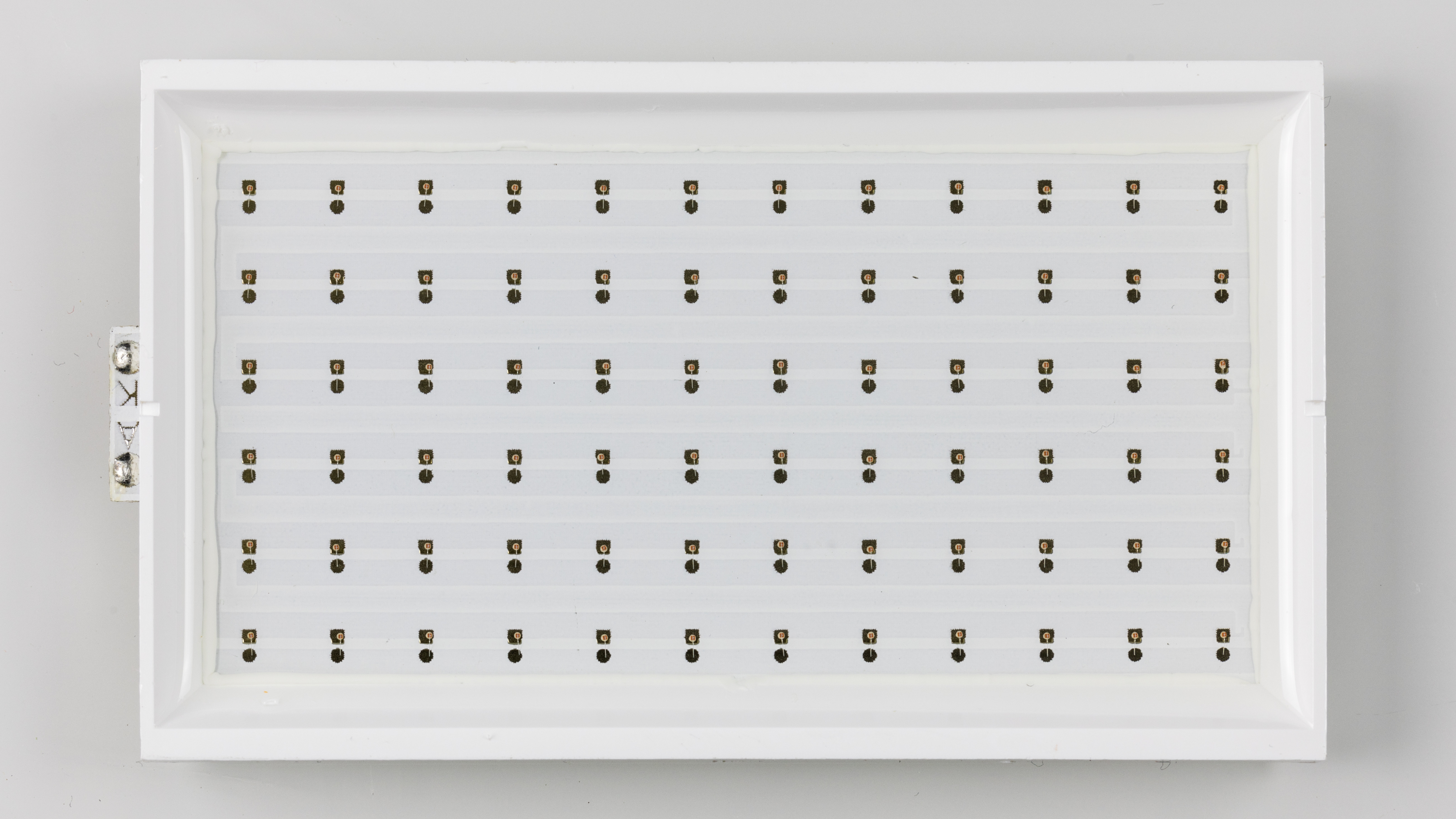
un singur grup LED direct al unui LCD

Luminile de fundal cu LED-uri înlocuiesc lămpile fluorescente cu catod rece (CCFL) cu câteva până la sute de LED-uri albe, RGB sau albastre. LED-urile pot ilumina din margine sau direct:
- iluminat din margine (eng: edge-lit LED, prescurtat ELED): LED-urile formează o linie în jurul marginii ecranului
- iluminat direct (eng: direct-lit LED, prescurtat DLED): LED-urile formează o matrice direct în spatele ecranului, la intervale egale. Poate permite și:
  - reglare locală a luminii (local dimming): grupurile de LED-uri cu iluminare directă (dreptunghiuri, rânduri sau coloane) au nivelul de luminozitate controlată individual;
  - reglare a luminii pe întreaga matrice (full array local dimming, prescurtat FALD): LED-urile cu iluminare directă au nivelul de luminozitate controlată individual.

În plus, un panou special de difuzie (eng: light guide plate, prescurtat LGP) este adesea folosit pentru a răspândi lumina uniform în spatele ecranului LCD.
Metoda de reglare locală a iluminării de fundal (local dimming) permite controlul dinamic al nivelului de intensitate a luminii din anumite zone de pe ecran, rezultând rapoarte de contrast dinamic mult mai mari, cu prețul unui grad de detalii mai scăzut pentru obiectele mici și luminoase de pe un fundal întunecat, cum ar fi stelele sau detaliile din umbre.
Un studiu din 2016 al Universității din California din Berkeley arată că perceperea vizuală a ochiului uman a unui material video cu contrast standard este cea mai favorabilă pe un display LCD cu iluminare LED când acesta este văzut pe un ecran LCD cu contrast cât mai mare și cu cât mai multe zone de iluminare LED în spate, plafonându-se la aproximativ 60 de zone la un display de 55 de inci.

## Tehnologie
LCD-urile cu iluminare LED nu sunt auto-iluminate, spre deosebire de sistemele cu LED-uri cu rol de pixeli în sine. Există mai multe metode de iluminare de fundal a unui panou LCD folosind LED-uri, printre care utilizarea de rețele de LED-uri albe sau RGB (roșu, verde și albastru) în spatele panoului și utilizarea acestora doar în margine (LED-uri albe în jurul cadrului interior al ecranului și un panou de difuzie a luminii pentru a o răspândi uniform). Variațiile de iluminare din spate cu LED oferă diferite beneficii. Primul televizor LCD cu iluminare din spate LED cu matrice completă comercial a fost Sony Qualia 005 (introdus în 2004), care a folosit matrice LED RGB pentru a produce o gamă de culori aproximativ de două ori mai mare decât a unui televizor LCD CCFL convențional. Acest lucru a fost posibil deoarece LED-urile roșii, verzi și albastre au vârfuri spectrale ascuțite care (combinate cu filtrele panoului LCD) au ca rezultat o scurgere semnificativ mai mică către canalele de culoare adiacente. Canalele de scurgere a culorii nedorite nu „albesc” la fel de mult culoarea dorită, rezultând o gamă mai mare de culori. Tehnologia LED RGB continuă să fie utilizată pe modelele Sony BRAVIA LCD. Iluminarea de fundal cu LED-uri albe produce o un spectru mai larg de lumină care alimentează filtrele individuale ale panoului LCD, rezultând o gamă de afișare mai limitată decât LED-urile RGB, la un cost mai mic.
Televizoarele descrise ca „televizoare LED” sunt bazate pe display-uri LCD, cu LED-uri controlate dinamic folosind informațiile video  (local dimming), comercializată și ca HDR (High Dynamic Range), televiziune cu gamă dinamică înaltă, inventată de Cercetătorii Philips Douglas Stanton, Martinus Stroomer și Adrianus de Vaan.
Evoluția standardelor energetice și așteptările tot mai mari cu privire la consumul de energie au făcut ca sistemele de iluminare din spate să își gestioneze puterea. Ca și în cazul altor produse electronice de larg consum (de exemplu, frigidere sau becuri), categoriile de consum de energie se aplică și pentru televizoare. Au fost introduse standarde pentru puterea nominală a televizoarelor în multe țări. Un studiu din 2008 a arătat că în rândul țărilor europene consumul de energie este unul dintre cele mai importante criterii pentru consumatori atunci când aleg un televizor, la fel de important ca și dimensiunea ecranului.
LED-urile albe ce asigură iluminatul din spate pot folosi fosfori speciali de silicat, care sunt mai strălucitori, dar se degradează mai repede.  Dimensiunea LED-urilor este unul dintre factorii care determină dimensiunea cadrului LCD-urilor cu iluminare LED. 

### Peliculă de îmbunătățire cu punct cuantic (QDEF)
Quantum dots sunt fotoluminiscente; sunt utile în afișaje deoarece emit lumină în distribuții normale înguste ale lungimilor de undă. Pentru a genera lumină albă, cea mai potrivită ca iluminare de fundal pentru un LCD, părți ale luminii unui LED care emite albastru sunt transformate prin puncte cuantice în lumină verde și roșie cu lățime de bandă mică, astfel încât lumina albă obținută permite generarea unei game de culori aproape ideală de către filtrele RGB de culoare ale panoului LCD. În plus, eficiența este îmbunătățită, deoarece culorile intermediare nu mai sunt prezente și nu mai trebuie să fie filtrate de filtrele de culoare ale display-ului LCD . Acest lucru poate duce la un afișaj care redă mai precis culorile în spectrul vizibil al luminii. Companiile care dezvoltă soluții cu puncte cuantice pentru afișaje sunt Nanosys, 3M în calitate de licențiat al Nanosys, QD Vision din Lexington, Massachusetts, SUA și Avantama din Elveția. Acest tip de iluminarea fost demonstrat de diverși producători de televizoare la Consumer Electronics Show 2015. Samsung a prezentat primele lor afișaje cu punct cuantic, QLED, la CES 2017 și ulterior a format „QLED Alliance” cu Hisense⁠(d) și TCL pentru a comercializa tehnologia.

### Mini LED
Display-urile mini LED sunt tot display-uri LCD cu iluminare din spate LED, doar că această iluminare este alcătuită din peste 1000 de zone de reglare locală completă a luminozității (full array local dimming), astfel oferind nuanțe de ngru mai adânci și contrast mai mare. 

### Scăderea luminozității prin pâlpâire (backlight-dimming flicker)
Luminilor de fundal cu LED-uri li se poate scădea nivelul de luminozitate prin aplicarea modulării lățimii impulsului curentului de alimentare, stingând și pornind lumina de fundal mai repede decât poate percepe ochiul. Dacă frecvența pulsului de atenuare este prea scăzută sau utilizatorul este sensibil la pâlpâire, acest lucru poate cauza disconfort și oboseală ochilor, similar cu pâlpâirea afișajelor CRT la rate de reîmprospătare mai mici. Acest lucru poate fi testat prin simpla agitare a mâinii în fața ecranului; dacă pare să aibă margini bine definite pe măsură ce se mișcă, lumina de fundal pulsează la o frecvență destul de joasă. Dacă mâna pare neclară, afișajul fie are o lumină de fundal iluminată continuu, fie funcționează la o frecvență prea mare pentru a fi percepută. Pâlpâirea (ficker-ul) poate fi redus sau eliminat prin setarea afișajului la luminozitate maximă, deși acest lucru poate degrada calitatea imaginii și crește consumul de energie.

## Link-uri externe
- Materiale media legate de Display LCD cu iluminare LED la Wikimedia Commons